# Liste des cathédrales de Beyrouth
Plusieurs confessions chrétiennes ont une cathédrale à Beyrouth au Liban :
- la cathédrale Saint-Élie se rattache à l’Église grecque-melkite-catholique ;
- la cathédrale Saint-Élie-et-Saint-Grégoire-l’Illuminateur se rattache à l’Église catholique arménienne ;
- la cathédrale Saint-Georges se rattache à l’Église orthodoxe d’Antioche ;
- la cathédrale Saint-Louis se rattache à l’Église catholique.